# European Masters

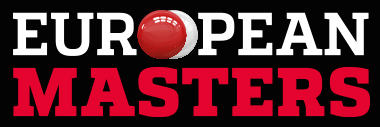
Logo serii European Masters

European Masters – seria turniejów snookera mająca status turnieju rankingowego World Snooker Tour .

## Historia
Po raz pierwszy turniej Masters 2016 został uwzględniony w harmonogramie sezonu 2016/17. Powstał jako przeciwwaga dla turniejów brytyjskich i chińskich oraz w celu promocji snookera w innych krajach europejskich. Różne kraje kontynentu na zmianę pełniły rolę gospodarzy wydarzenia. Wyjątkiem był wrzesień 2020, kiedy turniej pozostał w Anglii ze względu na pandemię COVID-19.
Organizatorzy turnieju, McCann/Thiess (Mcann Worldgroup Romania & Thiess Holding), byli jego gospodarzami w pierwszym roku istnienia. Następnie sponsoring przejęli różni dostawcy zakładów bukmacherskich.

## Statystyki turnieju
| Rok                           | Miejsce                                 | Zwycięzca                     | Finalista                     | Wynik                         | Sponsor                       | Sezon                         |
| European Masters (rankingowy) | European Masters (rankingowy)           | European Masters (rankingowy) | European Masters (rankingowy) | European Masters (rankingowy) | European Masters (rankingowy) | European Masters (rankingowy) |
| ----------------------------- | --------------------------------------- | ----------------------------- | ----------------------------- | ----------------------------- | ----------------------------- | ----------------------------- |
| 2016                          | Bukareszt – Circul Globus               | Judd Trump                    | Ronnie O’Sullivan             | 9:8                           | McCann & Thiess               | 2016/17                       |
| 2017                          | Lommel – Topevenementenhal De Soeverein | Judd Trump                    | Stuart Bingham                | 9:7                           | 888sport                      | 2017/18                       |
| 2018                          | Lommel – Topevenementenhal De Soeverein | Jimmy Robertson               | Joe Perry                     | 9:6                           | D88.com                       | 2018/19                       |
| 2020                          | Dornbirn – Dornbirner Messe             | Neil Robertson                | Zhou Yuelong                  | 9:0                           | BetVictor                     | 2019/20                       |
| 2020 (jesień)                 | Milton Keynes – Marshall Arena          | Mark Selby                    | Martin Gould                  | 9:8                           | BetVictor                     | 2020/21                       |
| 2022                          | Milton Keynes – Marshall Arena          | Fan Zhengyi                   | Ronnie O’Sullivan             | 10:9                          | BetVictor                     | 2021/22                       |
| 2022 (lato)                   | Fürth – Stadthalle                      | Kyren Wilson                  | Barry Hawkins                 | 9:3                           | BetVictor                     | 2022/23                       |
| 2023                          | Nürnberg – KIA Metropol Arena           | Barry Hawkins                 | Judd Trump                    | 9:6                           | BetVictor                     | 2023/24                       |